# Eosentomon paucrum
Eosentomon paucrum  (лат.) — вид бессяжковых скрыточелюстных рода Eosentomon семейства Eosentomidae. Впервые описан польским зоологом Анджеем Шептыцким в 2001 году, вместе с рядом других близкородственных видов из Люксембурга.

## Распространение, описание
Эндемик Люксембурга. Типовой экземпляр (самка) из местности Тинтесмиллен на границе с Германией, собран в лесу.
Голова покрыта мелкими щетинками. Мандибулы с двумя нечётко выраженными зубами. Близок видам Eosentomon delicatum Gisin и Eosentomon palustre Szeptycki & Sławska.